# Cèlia Sànchez-Mústich
Cèlia Sànchez-Mústich (Barcelona, 1954) es una poetisa y escritora española en lengua catalana. Vive en Sitges desde el 2001.

## Biografía
Cursó estudios musicales (piano, guitarra, armonía) en "Arts del Ritme" y en el Conservatorio Superior de Música del Liceo. Su obra reúne diversos títulos entre poesía, novela, narrativa breve y narrativa de no ficción, siete de los cuales han recibido premios como el Mercè Rodoreda de narrativa, Serra d'Or, el Miquel de Palol y el Premio Octubre de poesía. Parte de sus poemas han sido traducidos al gallego, euskera, francés, occitano, italiano, inglés, castellano, y han formado parte de varias antologías tanto en formato libro (entre otras, Parlano le donne, poetesse catalane del XXI secolo, 48 poètes catalans pour le XXI siècle, La Traductière) o Paraula encesa, a cargo de Jordi Julià i Pere Ballart, como audiovisuales (Arxiu audiovisual de poetes de l'ACEC, etc.).
Ha interpretado sus poemas en diversos lugares de los Países Catalanes, a menudo en colaboración con otros poetas. El cortometraje Ràdio Taxi (2012), dirigido por Jordi Bueno, se ha basado en su cuento del mismo título. Dinamizadora cultural, ha promovido varios proyectos de difusión de la poesía como los encuentros poético-musicales en Lailo, una trastienda de El Raval de Barcelona, durante cinco años, y la singular Festa de la Poesía a Sitges que dirige junto con el poeta y bioquímico Joan Duran i Ferrer, desde el año 2007.
Junto con Pere Gimferrer, Maria-Mercè Marçal y Jaume Pont formó parte del quarteto de poetas antologados en el estudio dedicado a la literatura catalana del número 1007 (mayo del 2013) de la revista literaria francesa Europe. A partir de este momento, empezó a recibir muestras de interés de una parte del ambiente poético francófono, como la oferta conjunta de Editions du Noroît, del Quebec, y de Myriam Solal de Paris para editar la versión francesa de su poemario On no sabem, o la invitación a participar en el festival Voix de la Méditerranée 2014 en Lodève. En otoño de 2013, Myriam Solal y Editions du Noroît llegaron finalmente al acuerdo para coeditar On no sabem con el título de Cet espace entre nous, con traducción del también poeta y traductor François-Michel Durazzo. La presentación tuvo lugar el 5 de junio de 2014 en el palacio Maison de l’Amérique latine de París.

## Obra

### Poesía
- La cendra i el miracle. Barcelona: Columna, 1989
- El lleu respir. Barcelona: Columna, 1991
- Temperatura humana. Barcelona: Columna, 1994
- Taques. Barcelona: Edicions 62, 1997
- Llum de claraboia. Lleida: Pagès, 87 pp. ISBN 84-9779-112-6, ISBN 978-84-9779-112-0 2004
- A la taula del mig. Palma: Moll, 2009
- On no sabem València. Valencia: Tresiquatre, 2010
- A l'hotel, a deshora. Girona: Curbet edicions, 2014
- La gota negra. Lleida: Pagès, 2018

### Novela
- Les cambres del desig. Columna, 1999
- Tercer acte d'amor. Barcelona: Proa, 2002

### Narrativa
- Diagnòstic: lluna nova [dietario novelado]. Barcelona: ICD, 1993
- Pati de butaques [colección de cuentos y narraciones]. Barcelona: Columna, 1996
- El tacte de l'ametlla. Barcelona: Proa, 2000
- Peret, l'ànima d'un poble [narrativa de no ficción]. Barcelona: Edicions 62, 2005
- Il·lusionistes del futbol. Valls: Cossetània, 2007[11]
- No. I sí: Pagès, 2009
- Ara et diré que em passa amb les dones [colección de cuentos y narraciones]. Palma de Mallorca: Moll, 2013
- Els vells, aquella nosa.[12] Barcelona: Comanegra, 2020.

### Obras traducidas
- Peret, el alma de un pueblo. Península, 173 pp. ISBN 84-8307-661-6, ISBN 978-84-8307-661-3 2005
- Le Jour J (narrativa de ficción) dins Nouvelles de Catalogne. Magellan & Cie
- Cet espace entre nous. (versión francesa de On no sabem) Myriam Solal (Paris) i Editions du Noroît (Quebec), 2014

## Premios
- Rosa Leveroni (1990): El lleu respir[13]
- Don-na (1992): Diagnòstic: lluna nova
- Miquel de Palol (1996): Taques
- Mercè Rodoreda -de la Nit de Santa Llúcia- (1999): El tacte de l'ametlla
- 7LLETRES (2008): NO. I SÍ[14]
- Premi Crítica Serra d'Or de poesia (2010): A la taula del mig
- Ploma d'Or de l'Ajuntament de Sitges (2010)[15]
- Vicent Andrés Estellés dels Premio Octubre, (2010): On no sabem